# 月山スキー場
月山スキー場（がっさんスキーじょう）は、山形県の西村山郡西川町の月山の副峰姥ヶ岳に位置するスキー場。ヤマコーと西川町、寒河江市が出資する月山観光開発株式会社が運営している。
特別豪雪地帯である西川町の中心部（西川町役場）から更に山間部に直線距離で15km、道路距離で25km山奥にある。そのために積雪量が多く年で4-5mとなるため、多すぎて冬のアクセスが断たれ、冬の間はスキーができない。その一方、残雪が豊富なため、春（4月上旬）から夏（7月下旬）にかけて営業するという珍しいスキー場である。
夏スキーができるスキー場として有名であることからシーズンには全国各地から人が集まり、夏スキーのメッカなどと呼ばれることもある。スキー場の規模としてはコース数が4、ペアリフトが1本、Tバーリフトが3本と大規模なものではないが、姥ヶ岳山頂付近にはほとんど木々がないため各コースが非常に広大で滑走可能エリアはかなりの広さを持つ。ペアリフトとTバーリフトは別料金となっているため、それぞれ別の回数券、ペアリフトの一日券などではTバーリフトに乗れないなど注意が必要である。暖かい季節に営業しているため晴れた日は気温が高いことも多く、半袖のシャツなどで滑走するスキーヤーなども見受けられる。雪は残雪であるため雪質は悪く、土なども混ざる。シーズン終盤は雪が少なくなる為、駐車場からリフト乗り場までの道が雪道からコンクリートの舗装路になり、ショートカットの為のロープトウも撤去される。さらにリフト乗り場にも雪がなくなり、スキー板やスノーボードを手に持っての乗車となる。そのため、リフトにはスキー板置きが付属している。ナイター設備なし。スノーボード全面可。姥沢小屋への連絡道下に限定してジャンプ台も設置可能。山頂からは天気が良ければ月山湖を望むこともできる。冬はリフトの運転をしていないがバックカントリースキーやスノーモービルを楽しむこともできる。

## 周辺
スキー場の直下の道路沿いにロッジや山小屋といった宿泊施設がある。また、スキー場から山を少し下ったところに月山志津温泉が存在し、温泉付きの旅館などが10軒ほど並んでいる。その他は月山と西川町の観光を参照。

## ゲレンデ
- 姥沢小屋前ゲレンデ:初級コース
- 姥ヶ岳ゲレンデ:中級コース（コブ有り）
- 大斜面:中級コース（コブ有り）
- 牛首ゲレンデ:上級コース
- 清水コース:スキー場下部の姥沢駐車場からブナ林を通って志津温泉へ降りる5kmにも及ぶロングコース。清水コースは積雪量が少ないため、このコースがオープンしている期間は短くゴールデンウィーク前後までとなる。

## 施設
- ペアリフト1基、Tバーリフト3基
- 姥ヶ岳休憩所（飲食店有り）
- 駐車場（合計500台）(有料)

## アクセス
- 鉄道
  - 山形新幹線山形駅から山交バス西川町営バスで約108分。
- 車
  - 山形道月山ICから約20分